# Anafrodisie
Anafrodisie (ook wel: "anaesthesia sexualis") is de medische term voor een verminderde seksuele lust of een volledige desinteresse aan seks, het woord is samengesteld uit "an" (=niet) en de naam van de Griekse liefdesgodin Aphrodite. 
De oorzaken zijn uiteenlopend en ten dele onbegrepen, maar anafrodisie kan een symptoom zijn van aandoeningen van het centrale zenuwstelsel. Het treedt ook op bij voortschrijdende ouderdom en geldt dan niet noodzakelijkerwijze als ziektesymptoom.
In tegenstelling tot aseksualiteit ervaart de betrokkene anafrodisie als probleem en niet als keuze.